# 克羅根 (紐約州村)
克羅根（英語：Croghan）是位於美國紐約州劉易斯縣的村。

## 人口
根據2020年美國人口普查的數據，克羅根的面積為1.12平方千米，皆為陸地。當地共有人口639人，而人口密度為每平方千米571人。